# كامل بن ثابت الصوري
أبو تمّام كامل بن ثابت الفَرَضي الصوري (1040 - 1124 م) (431 - 518 هـ) عالم مسلم شامي من أهل القرن الحادي عشر الميلادي/ الخامس الهجري، عاش معظم حياته في القاهرة وبرز علم الفرائض والحساب. ولد بعكا ونشأ بها ثم انتقل إلى‌ صور ودرس على شيوخها. ثم سكن مصر ودرّس فيها الفرائض والحساب لستّين سنة. توفي في القاهرة عن 84 عامًا. ألّف كتبًا في الفرائض، وما بقي من مخطوطاته هي «نكت المسائل في علم الفرائض»، وله أشعار.

## سيرته
هو كامل بن ثابت بن عمارة، أبو تمام الفرضي/ الفرائضي الصوري أو المنصوري. ولد بعكا سنة 431 هـ ثم انتقل إلى‌ صور، فسمع بها الخطيب البغدادي ونصر المقدسي، وعلي بن محمد الهاشمي القاضي وآخرين. ثم ذهب إلى‌ مصر وسمع بها على‌ الخلعي، وسمعه بها أبو طاهر السلفي، وروي عنه حديثًا من طريقه مرفوعًا إلى‌ أبي هريرة. قال عنه السلفي «كامل كان في فنون العلم كاملًا، ومنها الفرائض والحساب...قال: ولي في الفرائض تصانيف ثم أخرج لي كتابًا من تأليفه فقرأته عليه، وهو الآن عندي، وأنشدني مقطعات من شعره، وكان فريد عصره، وله في جامع عمرو حلقة لإقراء الفرائض، وكان فيها فريد عصره، ويخط خطًّا حسنًا.» ثم ذكر أبيات من شعره:
قرأ أبو تمام كامل بن ثابت بن عمار الصوري علم الفرائض بعكا على‌ أبي الحسن محمد بن جعفر الجهرمي (358 - 433 هـ) ، وعلي أبي عبد الله الحسين بن محمد الوني (ت 450هـ)، وعلى سهل بن محمد بن الحسن أبي الحسن القائني الفقيه (ت 447هـ). ثم استمر يدرس الحساب والفرائض في القاهرة نحو ستين سنة.
توفي سنة 518 هـ/ 1124 م أو 519 هـ/ 1125 م.

## مؤلفاته
ألف كتبًا وكان له تصانيف، مفقودة. ومن مخطوطاته «نكت المسائل في علم الفرائض» 